# Isabelle Bloch
Vous pouvez aider à l'améliorer ou bien discuter des problèmes sur sa page de discussion.
- Il ne s’appuie pas, ou pas assez, sur des sources secondaires ou tertiaires. (Marqué depuis octobre 2024)
- Son texte doit être wikifié : il ne correspond pas à la mise en forme Wikipédia (style, typographie, liens internes, liens entre les wikis, etc.). (Marqué depuis octobre 2024)
- La traduction doit être revue. Le contenu est difficilement compréhensible à cause d’erreurs de traduction, peut-être dues à l’utilisation d’un logiciel de traduction automatique. (Marqué depuis octobre 2024)

- Archive Wikiwix
- Bing
- Cairn
- DuckDuckGo
- E. Universalis
- Gallica
- Google
- G. Books
- G. News
- G. Scholar
- Persée
- Qwant
- (zh) Baidu
- (ru) Yandex
- (wd) trouver des œuvres sur Wikidata

Pour les articles homonymes, voir Bloch.
Isabelle Bloch est une chercheuse française en Intelligence artificielle et Vision par ordinateur. Professeur en disponibilité à Télécom Paris, elle est ensuite titulaire de la chaire « Intelligence artificielle hybride et explicable - Applications en raisonnement spatial » à l'université Sorbonne-Université et mène des recherches au Laboratoire d’Informatique de Sorbonne Université (LIP6).

## Formation et carrière
Isabelle Bloch obtient le diplôme d'ingénieur de l'École nationale supérieure des mines de Paris en 1986. Après un master en 1987 à l'Université Paris-Est Créteil, elle a obtenu un doctorat à Télécom Paris en 1990, où elle a continué à travailler en tant que maitre de conférence puis professeur à partir de 1991.
En 1995, elle obtient une habilitation à diriger des recherches à l'Université Paris Descartes. Elle occupe son poste actuel à Sorbonne Université depuis 2020.

## Prix et distinctions
Isabelle Bloch a reçu la Médaille Blondel en 2008 de la Société de l'électricité, de l'électronique et des technologies de l'information et de la communication,, et la Médaille des sciences mécaniques et informatiques de l'Académie des sciences en 2023,. Elle est fellow de l'European Association for Artificial Intelligence.
Elle a été nommée chevalier de la Légion d'honneur en 2021,.